# Lederer (Familienname)
Lederer ist ein Familienname.
- Lederer (Adelsgeschlecht), ein österreichisches Offiziers- und Diplomatengeschlecht

## Namensträger

### A
- Alexander von Lederer (1842–1903), österreichischer Wirtschaftsmanager
- Amelie-Sophie Lederer (* 1994), deutsche Leichtathletin
- Ana Lederer (* 1964), jugoslawische Theaterwissenschaftlerin, Publizistin und Intendantin
- Anne-Marie Lederer, Geburtsname von Ketty Carré (1882–1964), französische Malerin
- Anton Lederer (1870–1932), österreichischer Chemiker
- Arno Lederer (1947–2023), deutscher Architekt und Professor
- Asminde Lederer (1837–1890), deutsche Sängerin und Gesangspädagogin
- August Gottlob von Lederer (1723–1795), k.k. Hofrat und Geheimer Staats-Offizial
- August von Lederer (1807–1882), österreichischer Kavalleriegeneral
- August Lederer (1857–1936), österreichischer Industrieller und Kunstmäzen

### B
- Béla Lederer (1860–1903), ungarischer Staatswissenschafter und Historiker

### C
- Carl Ramon Soter von Lederer (1817–1890), österreichischer Diplomat
- Charles Lederer (1910–1976), US-amerikanischer Drehbuchautor

### D
- David Lederer (1801–1861), deutscher Bierbrauer und Politiker

### E
- Edgar Lederer (1908–1988), französischer Biochemiker österreichischer Herkunft
- Eduard Lederer (1859–1944), tschechischer Rechtsanwalt, Politiker und Schriftsteller
- Emil Lederer (1882–1939), österreichischer Ökonom
- Eppie Lederer (1918–2002), US-amerikanische Ratgebercolumnist
- Erich Lederer (1896–1985), österreichischer Kunstsammler
- Eugen Leo Lederer (1884–1947), deutscher Chemiker

### F
- Felix Lederer (1877–1957), österreichischer Musiker und Dirigent tschechischer Herkunft
- Florian Lederer (* 22. März 1876; † 8. Mai 1910), österreichischer Geodät und Markscheider, Professor an der k. k. Montanistischen Hochschule in Leoben
- Florian Lederer (Ringer), deutscher Ringer
- Francis Lederer (eigentlich Franz Lederer; 1899–2000), österreichisch-tschechoslowakischer Schauspieler
- Franz Lederer (Fußballtrainer) (* 1963), österreichischer Fußballtrainer
- Franz Joseph Lederer (1676–1733), deutscher Maler
- Franz Seraphim Lederer (1866–1939), deutscher Geistlicher und Politiker (Zentrum, BVP), MdR
- Fritz Lederer (1878–1949), böhmischer Maler, Radierer und Holzschneider

### G
- Gerda Lederer (* 1926), US-amerikanische Sozialwissenschaftlerin österreichischer Herkunft
- Gretchen Lederer (1891–1955), deutsche Schauspielerin

### H
- Hanns Hoffmann-Lederer (1899–1970), deutscher Bildhauer, Grafiker, Designer und Kunsthochschullehrer
- Heinz Lederer (1905–1969), deutscher NSDAP-Kunstfunktionär und Bildhauer
- Helmut Lederer (1919–1999), deutscher Fotograf und Bildhauer
- Herbert Lederer (1926–2021), österreichischer Schauspieler und Regisseur
- Howard Lederer (* 1964), amerikanischer Pokerspieler
- Hugo Lederer (1871–1940), deutscher Bildhauer

### I
- Ignaz Ludwig Paul von Lederer (1769–1849), österreichischer Feldmarschall

### J
- Jeff Lederer (* 1962), US-amerikanischer Jazzmusiker
- Joachim Lederer (1808–1876), tschechisch-österreichischer Schriftsteller
- Jakob Lederer (1909–1979), österreichischer Bildhauer
- Jiří Lederer (1922–1983), tschechischer Journalist und Bürgerrechtler
- Joe Lederer (1904–1987), österreichische Journalistin und Schriftstellerin
- Johann Georg Lederer, deutscher Maler
- John Lederer, deutsch-amerikanischer Arzt und Forscher
- Jörg Lederer (um 1470–1550), deutscher Holzschnitzer
- José Lederer (1842–1895), deutscher Schauspieler und Sänger
- Josef Lederer (Maler), österreichischer Maler
- Josef Lederer (Textilunternehmer) (1852–1937), Textilunternehmer
- Josef Lederer (Augenoptiker) (1921–2007), österreichisch-australischer Optometrist und Hochschullehrer
- Josef Lederer (Geistlicher) (1922–2010), deutscher Geistlicher und Hochschullehrer
- Josef-Horst Lederer (* 1944), österreichischer Musikwissenschaftler
- Joseph Lederer (Komponist, 1733) (1733–1796), deutscher Musiker und Komponist
- Joseph Lederer (Komponist, 1877) (1877–1958), deutscher Geiger und Komponist
- Josephine Rose Lederer (1910–1935), US-amerikanische Autorin und Schauspielerin, siehe Pepi Lederer
- Julius Lederer (1821–1870), österreichischer Insektenkundler
- Jürgen Lederer (* 1943), deutscher Schauspieler, Intendant und Regisseur

### K
- Karl Lederer (Politiker) (1898–1977), deutscher Politiker (NSDAP)
- Karl Lederer (Widerstandskämpfer) (1909–1944), österreichischer Jurist und Widerstandskämpfer
- Karl Joseph von Lederer (1800–1868), Feldmarschallleutnant
- Klaus Lederer (Chemiker) (1942–2009), österreichischer Chemiker
- Klaus Lederer (Manager) (* 1948), deutscher Industriemanager
- Klaus Lederer (Politiker) (* 1974), deutscher Politiker (ehemals Die Linke)

### L
- Leo Lederer (1883–1946), österreichischer Journalist

### M
- Marianne Lederer (* 1934), französische Übersetzungswissenschaftlerin
- Mary LaRose Lederer (* um 1965) US-amerikanische Jazzsängerin und Malerin, siehe Mary LaRose
- Max Lederer (Politiker) (1874–1942), österreichischer Politiker
- Max Lederer (Schriftsteller) (1875–1937), österreichischer Schriftsteller
- Michael Lederer (Leichtathlet) (* 1955), deutscher Leichtathlet
- Michael Lederer (Autor) (* 1956), amerikanischer Autor
- Michael Lederer (Wirtschaftswissenschaftler) (* 1964), deutscher Wirtschaftswissenschaftler
- Michael Friedrich Lederer (1639–1674), deutscher Rechtswissenschaftler
- Mila Hoffmann-Lederer (1902–1993), deutsche Gestalterin, Schriftstellerin und Dozentin

### N
- Noah Lederer (* 2001), österreichischer Fußballspieler

### O
- Oliver Lederer (* 1978), österreichischer Fußballspieler
- Otmar Lederer (1926–2018), deutscher Maler und Grafiker
- Otto Lederer (Schauspieler) (1886–1965), österreich-ungarischer Schauspieler
- Otto Lederer (Politiker) (* 1970), deutscher Politiker (CSU)

### P
- Pepi Lederer (1910–1935), US-amerikanische Autorin und Schauspielerin
- Philipp Lederer (1872–1944), deutscher Numismatiker und Antikenhändler

### R
- Raymond F. Lederer (1938–2008), US-amerikanischer Politiker
- Remo Lederer (* 1968), deutscher Skispringer
- Rolf Lederer (1937–2011), deutscher Fußballspieler

### S
- Sándor Lederer (1852–1927), ungarischer Nationalökonom und Industrieller
- Serena Lederer (1867–1943), ungarische Kunstsammlerin
- Stephan Lederer (1844–1923), deutscher Priester und Schriftsteller

### U
- Ulrich Lederer (1897–1969), österreichischer Eishockeyspieler

### V
- Viktor Lederer (Musikschriftsteller) (1881–1944), österreichischer Musikschriftsteller
- Viktor Lederer (Maler) (1935–2017), österreichischer Maler

### W
- Walter Lederer (Sänger) (1906–1993), österreichischer Sänger (Tenor)
- Walter Lederer (Maler) (1923–2003), deutscher Maler
- William Lederer (1912–2009), US-amerikanischer Autor